# Pupualtzin
Pupualtzin fue la última tollitl (Soberana) del reino de Xalisco.
Subió al trono alrededor de 1516, aunque era regente desde 1508. Su padre había enviado tropas para apoyar al Rey Colimán durante la Guerra del Salitre. Cayó a manos de los purépechas y murió sacrificado. Como Pupualtzin era la única heredera del tlatoani caído, subió al trono después de la guerra, e inició la expansión del tlatonazgo, anexándose los señoríos de Sayula, Xilotlanzinga (gobernado por el rey Xiuhtle) y Zapotlán. En 1525, recibió a Francisco Cortés de San Buenaventura, primo hermano de Hernán Cortés, quien realizaba una expedición para conocer los reinos del occidente mexicano. En 1530, Nuño de Guzmán atacó Xalisco, incendiando la ciudad. Pupualtzin huyó con los sobrevivientes a la sierra. Preparó un ejército, pero fue derrotada cerca de lo que hoy es Aguamilpa, y fue llevada a Tepic, donde murió colgada públicamente en 1532, durante la fundación de la ciudad como Santiago de Compostela.
| Predecesor: ¿? | Reina de Xalisco 1516 - 1532 | Sucesor: ninguno |